# Херман Георг фон Лимбург
Херман Георг фон Лимбург-Щирум (на немски: Hermann Georg von Limburg-Styrum; * 1540, Боркуло;† 27 август 1574) е граф на Лимбург, чрез наследство граф на Бронкхорст (1553 – 1574), господар на Щирум (1552 – 1574).

## Произход
Той е първородният син на граф Георг фон Лимбург-Щирум (1500 – 1552) и съпругата му графиня Ирмгард фон Виш (1520 – 1587). Родителите му се развеждат.

## Фамилия
На 14 години Херман Георг се жени на 7 май 1554 г. за 20-годишната графиня Мария фон Хоя (* 14 април 1534, † 28 декември 1612, Терборг), дъщеря на граф Йобст II фон Хоя и съпругата му Анна фон Глайхен. Те имат децата:
- Йобст (* 19 април 1560, † 7 август 1621)

∞ 2 март 1591 в Детмолд за графиня Мария фон Холщайн-Шаумбург (1559 – 1616), наследничка на господство Гемен и дъщеря на Ото IV фон Шаумбург
- Мехтилд (* 18 август 1561, † 24 август 1622)

∞ 4 август 1592 в дворец Щирум за граф Хайнрих V фон Холщайн-Шауенбург (1566 – 1597), племенник на Ото IV фон Холщайн-Шаумбург († 1576)
- Агнес (* 18 септември 1564, † 2 януари 1645), абатиса на Елтен
- Мария (* 21 февруари 1566, † 13 февруари 1624)

∞ 2 юни 1596 за Йохан фон Милендонк (1550 – 1621)
- Йохан (* 13 април 1567, † 16 ноември 1613)

∞ 26 май 1612 в Терборг за графиня Валбурга Анна фон Даун-Фалкенщайн (1580 – 1618), дъщеря на Вирих VI
- Ерик (* 2 септември 1570, † 25 август 1630)
- Херман (* 14 март 1574, † 1584)